# Tanque Novo
Tanque Novo este un oraș în statul Bahia (BA) din Brazilia.